# Speleoharpactea levantina
Genre
Espèce
Speleoharpactea levantina, unique représentant du genre Speleoharpactea, est une espèce d'araignées aranéomorphes de la famille des Dysderidae.

## Distribution
Cette espèce est endémique de la Communauté valencienne en Espagne,. Elle se rencontre dans des grottes de la province de Castellón.

## Publication originale
- Ribera, 1982 : Speleoharpactea levantina n. gen. n. sp. (Araneae, Dysderidae) nuevo género cavernícola del Levante Español. Publicaciones del Departamento de Zoología. Barcelona, vol. 8, p. 51-58.